# Oligotrichum glaciale
Oligotrichum glaciale là một loài rêu trong họ Polytrichaceae. Loài này được C.C. Towns. mô tả khoa học đầu tiên năm 1998.